# توکو دا کاساوریا
توکو دا کاساوریا (به ایتالیایی: Tocco da Casauria) یک کومونه در ایتالیا است که در استان پسکارا واقع شده‌است. توکو دا کاساوریا ۲۹٫۹۰ کیلومتر مربع مساحت و ۲٬۸۲۴ نفر جمعیت دارد و ۳۵۶ متر بالاتر از سطح دریا واقع شده‌است.